# جیکوب کایرونی
جیکوب کایرونی (انگلیسی: Jakob Caironi؛ زادهٔ ۵ مهٔ ۱۹۰۲) دوچرخه‌سوار اهل سوئیس است.